# Ferdinand Alquié
Ferdinand Alquié ((); Carcassonne, 18 dicembre 1906 – Montpellier, 28 febbraio 1985) è stato un filosofo francese, membro dell'Académie française.

## Biografia
Insegnò al liceo Louis-le-Grand ed alla Sorbona avendo, tra i suoi allievi, Gilles Deleuze e J.-L. Marion. Autore di numerose opere su Cartesio, Kant e Spinoza e vicino a ad André Breton, ha scritto Philosophie du surréalisme (“Filosofia del surrealismo”).
Si è spesso trovato in opposizione a Martial Gueroult, soprattutto nell'ambito di una polemica su Cartesio: Alquié vedeva in lui innanzitutto l'atteggiamento filosofico, Gueroult «l'ordine delle ragioni». Ma l'opposizione si protrasse anche su altri terreni, per esempio su Spinoza; allo Spinoza di Gueroult si ebbe così in risposta il razionalismo di Spinoza di Alquié.

## Citazioni
- «Con la passione, noi rifiutiamo anche di conoscere il presente. Gli oggetti che la vita ci offre non sono per noi che delle occasioni da ricordare, simboli del nostro passato. In tal modo, essi s'ammantano d'una bellezza che non gli è propria; per contro, noi rifiutiamo di rapportarci a loro per ciò che essi sono in se stessi» (Le désir d'éternité)

## Opere

### In italiano
- Desiderio di eternità, Il Pensiero Scientifico Editore, 1977.
- Lezioni su Descartes. Scienza e metafisica in Descartes, ETS, 2006.
- Filosofia del surrealismo, Hopefulmonster, 1986.
- Il razionalismo di Spinoza, Mursia, 1987
- Filosofia del surrealismo, Rumma Editore, 1970.

## In francese
- Leçon de philosophie, 2 vol., Didier, 1931-1951 (“Lezione di filosofia”).
- Notes sur la première partie des "Principes de la philosophie" de Descartes, Éditions Chantiers, 1933 (“Appunti sulla prima parte dei “Principi della filosofia” di Cartesio”).
- Le problème moral, Éditions Chantiers, 1933 (“Il problema morale”).
- Les états représentatifs, Éditions Chantiers, 1934 (“Lo stato rappresentativo”).
- Les mouvements et les actes, Éditions Chantiers, 1934 (“I movimenti e gli atti”).
- Plans de philosophie générale, Éditions Chantiers, 1934; réédition La Table Ronde, "La Petite Vermillon", 2000 (“Piano della filosofia generale”).
- La science, Éditions Chantiers, 1934 (“La scienza”).
- Les devoirs et la vie morale (plans de morale spéciale), Éditions Chantiers, 1935 (“I doveri e la vita morale. Piani di morale speciale”).
- Notions de psychologie générale, Éditions Chantiers, 1935 (“Nozioni di psicologia generale”).
- Les tendances et la raison, Éditions Chantiers, 1935 (“Le tendenze e la ragione”).
- Les sciences mathématiques, les sciences de la matière et de la vie, Éditions Chantiers, 1936 (“Le scienze matematiche, le scienze della materia e la vita”).
- Les synthèses représentatives, Éditions Chantiers, 1936 (“Le sintesi rappresentative”).
- Les états affectifs, Éditions Chantiers, 1937 (“Gli stati affettivi”).
- Les opérations intellectuelles, Éditions Chantiers, 1937 (“Le operazioni intellettuali”).
- Le désir d'éternité, PUF, 1943 (“Il desiderio d'eternità”).
- Introduction à la lecture de la Critique de la raison pure, PUF, 1943 (“Introduzione alla lettura della critica della ragion pura”).
- La découverte métaphysique de l'homme chez Descartes, PUF, 1950 (“La scoperta metafisica dell'uomo in Cartesio”).
- La nostalgie de l'être, PUF, 1950 (“La nostalgia dell'essere”).
- Science et métaphysique chez Descartes (Les Cours de Sorbonne), CDU, 1955 (“Scienza e metafisica in Cartesio. Corsi tenuti alla Sorbona).
- Philosophie du surréalisme, Flammarion, 1955 (“Filosofia del surrealismo”).
- Descartes, l'homme et l'œuvre (Connaissance des Lettres), Hatier, 1956 (“Cartesio, l'uomo e l'opera. Nozioni delle Lettere”).
- L'expérience, PUF, 1957 (“L'esperienza”).
- Edition de textes choisis de l'Éthique de Spinoza, PUF, 1961 (Edizione di brani scelti dall’Etica di Spinoza).
- Edition des Œuvres philosophiques de Descartes, 3 vol., Garnier, 1963-1973 (Edizione delle opere filosofiche di Cartesio).
- Nature et vérité dans la philosophie de Spinoza (Les Cours de Sorbonne), CDU, 1965 (“Natura e verità nella filosofia di Spinoza. Corsi tenuti alla Sorbona”).
- Solitude de la raison, Le Terrain vague, 1966 (“Solitudine della ragione”).
- La critique kantienne de la métaphysique, PUF, 1968 (“La critica kantiana della metafisica”).
- Entretiens sur le surréalisme, W. de Gruyter, 1968 (“Colloquio sul surrealismo”).
- Signification de la philosophie, Hachette, 1971 (“Significato della filosofia”).
- Le cartésianisme de Malebranche, Vrin, 1974 (“Il cartesianismo di Malebranche”).
- Malebranche et le rationalisme chrétien, Seghers, 1977 (“Malebranche ed il razionalismo cristiano”).
- La conscience affective, Vrin, 1979 (La coscienza affettiva”).
- Le rationalisme de Spinoza, PUF, 1981 (Il razionalismo di Spinoza”).
- Servitude et liberté chez Spinoza (Les Cours de Sorbonne), CDU (“Schiavitù e libertà in Spinoza. Corsi tenuti alla Sorbona”).
- La morale de Kant, (Les Cours de Sorbonne), 1957 (“La morale di Kant. Corsi tenuti alla Sorbona”.
- Edition des Œuvres philosophiques de Kant, 3 vol., Gallimard, "Bibliothèque de la Pléiade", 1980, 1984, 1986 (Edizione delle opere filosofiche di Kant).
- Etudes cartésiennes, Vrin, 1983 (“Studi cartesiani”).